# Peine de mort en Suède
 (février 2021).

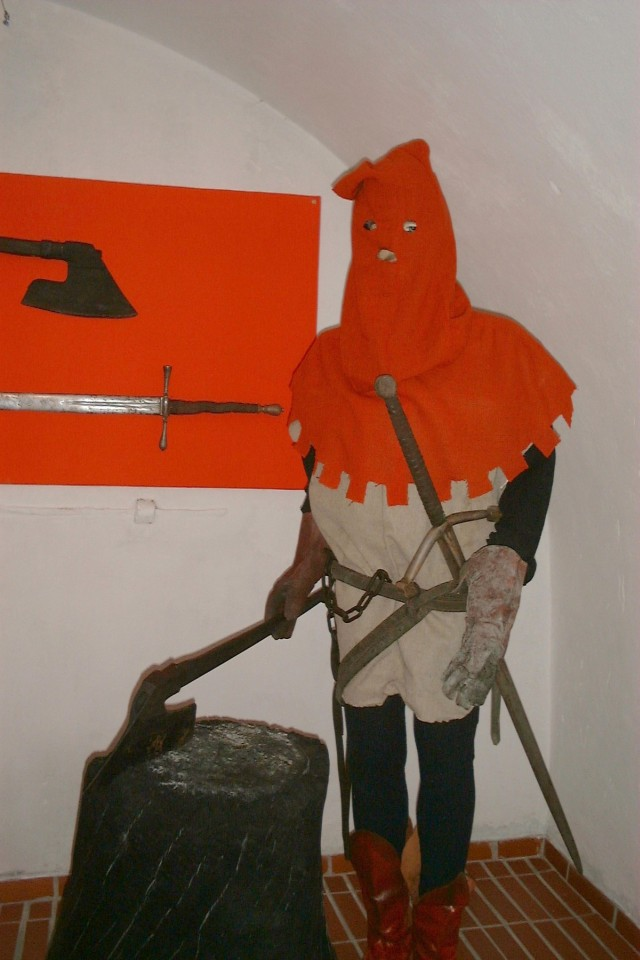
La décapitation à la hache était le mode d’exécution principal en Suède.

La peine de mort en Suède a été appliquée pour la dernière fois en 1910, mais elle est restée une peine légale pour au moins certains crimes jusqu'en 1973. La peine de mort est désormais interdite par la Constitution suédoise, qui dispose que la peine capitale, les châtiments corporels et la torture sont strictement interdits. Au moment de l'abolition de la peine de mort en Suède, le mode d'exécution judiciaire était la décapitation notamment à la hache.

## Abolition
- La peine capitale a été abolie pour tous les crimes commis en temps de paix le 30 juin 1921.
- La peine capitale a été abolie pour tous les crimes, y compris ceux commis en temps de guerre, le 1er janvier 1973.

La clause qui interdit la peine de mort fait partie de la Constitution depuis 1975. La Suède a ratifié le deuxième Protocole facultatif se rapportant au Pacte international relatif aux droits civils et politiques ratifié en 1990, le Protocole n°6 de la CEDH en 1984 et le Protocole n°13 de la CEDH en 2003.
Au Riksdag, une majorité travaillait à l'abolition de la peine de mort, par exemple lorsque le nouveau code de 1864 a été discuté.

## Modes d’exécution
Deux titres étaient utilisés pour désigner le bourreau : Skarprättare, pour les décapitations et Bödel, pour les autres types exécutions. À l'origine, la décapitation à l'épée était réservée aux nobles, les roturiers pouvaient être décapités à la hache ou pendus. Au XVIe et XVIIe siècles, des femmes accusées de sorcellerie étaient parfois brûlées vives. Au XVIIIe siècle, toutes les décapitations étaient faites à la hache, pour les roturiers et les nobles, et certains crimes tels que la contrefaçon étaient toujours punis de la pendaison. La décapitation était le mode d'exécution le plus courant. Les voleurs étaient cependant généralement pendus car ce mode de mise à mort était considéré comme plus humiliant. Au XVIIe siècle, un vol d'une valeur de plus de 60 Riksdalers était puni de mort. Au cours du XIXe siècle, chaque province de Suède et la ville de Stockholm avaient un bourreau nommé qui était responsable pour la région des exécutions. En 1900, un bourreau national (suédois : riksskarprättare) a été nommé, un poste qui a été occupé par le dernier bourreau Albert Gustaf Dahlman qui était jusque-là responsable des exécutions à Stockholm.

## Dernière exécution

### Dernière exécution
Johan Alfred Ander a été la dernière personne exécutée en Suède. Il a été condamné à mort pour un meurtre au cours d'un vol commis en janvier 1910. Sa peine n'a pas été commuée et il a été exécuté le 23 novembre à Långholmen à Stockholm à l'aide d'une guillotine (la seule fois où une guillotine a été utilisée en Suède). Le bourreau était Albert Gustaf Dahlman, décédé en 1920. À sa mort à 72 ans, il était le dernier bourreau de Suède.

### Dernière condamnation à mort prononcée
Mahomet-Beck Hadjetlaché, un monarchiste en exil et membre du mouvement blanc, a été condamné à mort en Suède le 28 mai 1920 pour le vol-homicide de trois ressortissants russes, tous supposés sympathisants bolcheviks dans le soi-disant Ryssvillan (villa russe) en 1919. Les crimes, particulièrement horribles et minutieusement planifiés, auraient pu faire quatre autres victimes, toutes disparues. Ses complices ont reçu des peines moindres et, après appel, la peine de mort (comme c'était la pratique à l'époque) a été changée par le Svea Hovrätt (cour d'appel) en une peine de travaux forcés à vie. Hadjetlaché aurait succombé à une maladie mentale en prison et serait mort en détention à Långholmen en 1929.
La dernière femme condamnée à mort - également la dernière condamnation à mort à ne pas être de sursis - était Hilda Nilsson, condamnée à la guillotine le 14 juillet 1917 pour le meurtre de plusieurs enfants en bas âge. Elle a échappé à l'exécution en se pendant dans sa cellule de la citadelle de Landskrona. Il est suggéré qu'une décision de commuer la peine avait en fait été prise, mais elle ne le savait pas au moment de son suicide.

### Dernière exécution d'une femme
La dernière femme exécutée était Anna Månsdotter, exécutée le 7 août 1890 par décapitation à la hache pour meurtre. La victime était la belle-fille de Månsdotter, Hanna Johansdotter (1867-1889), qui faisait obstacle à la relation incestueuse entre Månsdotter et son fils Per Nilsson. Le fils a également été condamné à la prison à vie et a été libéré en 1914. La dernière femme exécutée dans la capitale de Stockholm était Helena Katarina Löv, décapitée pour le meurtre d'un enfant le 19 septembre 1829.

### Dernières exécutions publiques

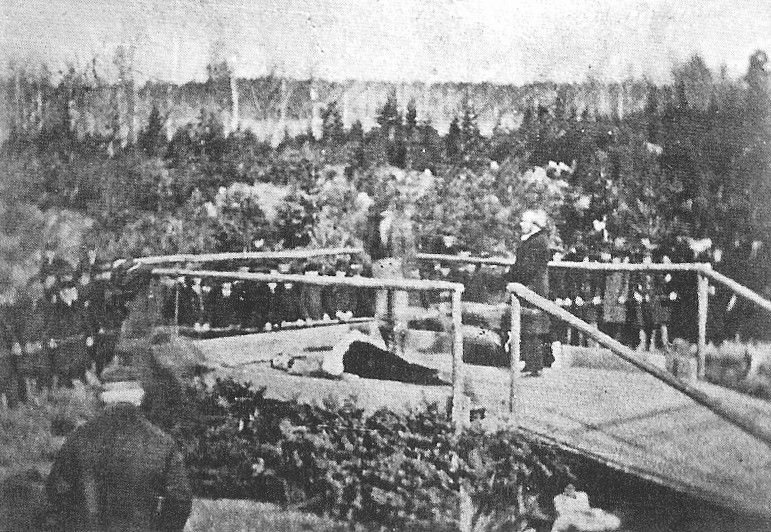
L'exécution de Gustav Erikson Hjert le 18 mai 1876

Les dernières exécutions publiques en Suède ont eu lieu le 18 mai 1876. Les deux exécutions, par décapitation, ont eu lieu à la même heure le matin, à 7 heures. Les exécutés étaient Konrad Lundqvist Petterson Tector et Gustav Erikson Hjert et les exécutions ont eu lieu à Stenkumla Backe près de Visby et à Lidamon (près de Malmköping). Tous deux avaient été condamnés à mort pour le même crime, un vol manqué contre une diligence deux ans plus tôt, qui avait entraîné le meurtre de l'un des passagers et du conducteur de l'autocar. Les exécutions ont été effectuées par Per Petter Christiansson Steineck et Johan Fredrik Hjort.

### Dernière utilisation d'une méthode autre que la décapitation
En 1836, une méthode autre que la décapitation a été pratiquée pour la dernière fois. La méthode utilisée a été la pendaison. Bien que la pendaison n'ait pas été utilisée par la suite, elle est restée légalement disponible comme forme de peine capitale jusqu'à ce que le Code pénal de 1864 supprime cette option.

### Dernière exécution pour autre crime que le meurtre
La dernière fois qu'une condamnation à mort a été exécutée pour un autre crime que le meurtre, a été le 10 août 1853, lorsque Mårten Persson a été exécuté pour voies de fait graves à Rögla (près d'Ystad). La dernière exécution effectuée pour une agression non mortelle a eu lieu le 29 mars 1837, lorsque Anders Gustaf Lindberg a été décapité à Stockholm.

### Dernière exécution pour bestialité
La dernière exécution connue pour la bestialité en Suède a été effectuée en 1778.

## Attitude envers la peine capitale
Le soutien à la peine capitale en Suède varie entre 30 et 40%[réf. nécessaire]. Une étude 2006 de SIFO montre que 36% de la population pense que certains crimes devraient être punis de mort[réf. nécessaire]. Le soutien est en général plus fréquent chez les jeunes hommes, mais aucun groupe d'âge ne montre une majorité en faveur de la peine capitale,.

## Sources
- "Sveriges Siste Skarprättare AG Dalman - Föregångare och Förrättningar" i Skandinaviska Pressförlaget, Stockholm, 1934
- Hanns c. Brott och straff i Sverige: Historisk kriminalstatistik 1750–1984 Sthlm 1985 (SCB).